# Rich Melzer
Richard Melzer, detto Rich (Minneapolis, 8 dicembre 1979), è un ex cestista statunitense, professionista nella NBDL e in Europa.

## Palmarès
- Campione CBA (2005)
- 2 volte campione NBDL (2006, 2010)